# کوفته همدانی
کوفته همدانی یکی از خوراکی‌های سنتی استان همدان است که به‌ویژه برای سیزده‌به‌در طبخ می‌شود. کوفته همدانی از گوشت گوسفندی، لپه، نخود، برنج و آرد نخودچی تهیه شده و در میان آن تخم مرغ پخته، آلو و گردو قرار می‌گیرد.